# Кубок Австрії з футболу 2004—2005
Кубок Австрії з футболу 2004–2005 — 71-й розіграш кубкового футбольного турніру в Австрії. Титул здобула Аустрія (Відень).

## Календар
| Раунд        | Дата                        | Матчі | Клуби   |
| ------------ | --------------------------- | ----- | ------- |
| Перший раунд | 14-15 вересня 2004          | 24    | 52 → 28 |
| Другий раунд | 28 вересня - 10 грудня 2004 | 12    | 28 → 16 |
| 1/8 фіналу   | 15 березня - 20 квітня 2005 | 8     | 16 → 8  |
| 1/4 фіналу   | 12-27 квітня 2005           | 4     | 8 → 4   |
| 1/2 фіналу   | 17-18 травня 2005           | 2     | 4 → 2   |
| Фінал        | 1 червня 2005               | 1     | 2 → 1   |

## Перший раунд
| Команда 1                 | Рахунок      | Команда 2              |
| ------------------------- | ------------ | ---------------------- |
| 14 вересня 2004           |              |                        |
| Парндорф (3)              | 1:0          | Адміра Ваккер Медлінг  |
| Рапід-2 (Відень) (4)      | 2:1          | Ваккер (Тіроль)        |
| Валлерн (4)               | 0:1          | Штурм                  |
| Аустрія-2 (Відень) (3)    | 0:1          | Маттерсбург            |
| Кернтен-2 (3)             | 1:2 дч       | Брегенц                |
| Вайц (4)                  | 2:4 дч       | Капфенберг (2)         |
| Райхенау/Олдранс (3)      | 0:5          | Кернтен (2)            |
| Санкт-Андре (3)           | 1:0          | Леобен (2)             |
| Аксамс/Гетценс (3)        | 0:2          | Аустрія (Лустенау) (2) |
| Кремсер (3)               | 2:0          | Рід (2)                |
| Гард (3)                  | 3:7 дч       | Граткорн (2)           |
| Уніон (Перг) (3)          | 1:3          | Альтах (2)             |
| Санкт-Пельтен (3)         | 3:0          | Вергль (2)             |
| Кіндберг (4)              | 0:3          | ЛАСК Лінц (2)          |
| ЛАСК-2 (4)                | 0:0 пен. 3:5 | Унтерзібенбрунн (2)    |
| Блау-Вайс Лінц (3)        | 3:2          | Шпітталь/Драу (3)      |
| Аустрія-2 (Зальцбург) (3) | 5:0          | Целль-ам-Зее (3)       |
| Грацер-2 (4)              | 0:4          | Гартберг (3)           |
| Гайтцендорф (4)           | 5:0          | Горн (4)               |
| Рорбах (3)                | 1:0          | Аніф (4)               |
| Штоккерау (4)             | 0:3          | Галль (3)              |
| Коттінгбрунн (3)          | 0:1          | Пашинг-2 (3)           |
| Кефлах (3)                | 4:3 дч       | Адміра-2 (3)           |
| 15 вересня 2004           |              |                        |
| Кофідіш (4)               | 1:2          | Аустрія (Зальцбург)    |

## Другий раунд
| Команда 1                 | Рахунок | Команда 2              |
| ------------------------- | ------- | ---------------------- |
| 28 вересня 2004           |         |                        |
| Пашинг-2 (3)              | 1:4     | Аустрія (Лустенау) (2) |
| Санкт-Андре (3)           | 3:6     | Капфенберг (2)         |
| Блау-Вайс Лінц (3)        | 2:1     | Альтах (2)             |
| Аустрія-2 (Зальцбург) (3) | 2:0     | Унтерзібенбрунн (2)    |
| Кефлах (3)                | 2:3 дч  | Кернтен (2)            |
| Галль (3)                 | 1:0     | Гартберг (3)           |
| Рорбах (3)                | 1:5     | ЛАСК Лінц (2)          |
| 29 вересня 2004           |         |                        |
| Гайтцендорф (4)           | 1:2     | Аустрія (Зальцбург)    |
| Санкт-Пельтен (3)         | 2:1     | Брегенц                |
| Парндорф (3)              | 0:2     | Штурм                  |
| 5 жовтня 2004             |         |                        |
| Кремсер (3)               | 1:0     | Граткорн (2)           |
| 10 грудня 2004            |         |                        |
| Рапід-2 (Відень) (4)      | 1:3     | Маттерсбург            |

## 1/8 фіналу
| Команда 1                 | Рахунок      | Команда 2           |
| ------------------------- | ------------ | ------------------- |
| 15 березня 2005           |              |                     |
| Кремсер (3)               | 1:4          | Грацер              |
| Аустрія (Лустенау) (2)    | 2:2 пен. 8:7 | Пашинг              |
| Блау-Вайс Лінц (3)        | 0:3          | Маттерсбург         |
| Кернтен (2)               | 3:0          | Капфенберг (2)      |
| 16 березня 2005           |              |                     |
| Санкт-Пельтен (3)         | 5:1          | Аустрія (Зальцбург) |
| Аустрія-2 (Зальцбург) (3) | 0:2          | Рапід (Відень)      |
| 22 березня 2005           |              |                     |
| Галль (3)                 | 0:3          | ЛАСК Лінц (2)       |
| 20 квітня 2005            |              |                     |
| Штурм                     | 0:0 пен. 3:5 | Аустрія (Відень)    |

## 1/4 фіналу
| Команда 1              | Рахунок | Команда 2        |
| ---------------------- | ------- | ---------------- |
| 12 квітня 2005         |         |                  |
| Аустрія (Лустенау) (2) | 1:3     | Грацер           |
| Кернтен (2)            | 3:2     | ЛАСК Лінц (2)    |
| Маттерсбург            | 1:3     | Рапід (Відень)   |
| 27 квітня 2005         |         |                  |
| Санкт-Пельтен (3)      | 0:6     | Аустрія (Відень) |

## 1/2 фіналу
| Команда 1        | Рахунок | Команда 2   |
| ---------------- | ------- | ----------- |
| 17 травня 2005   |         |             |
| Рапід (Відень)   | 4:1     | Грацер      |
| 18 травня 2005   |         |             |
| Аустрія (Відень) | 3:0     | Кернтен (2) |

## Фінал
| 1 червня 2005 |

| Аустрія (Відень)               | 3:1      | Рапід (Відень) |
| ------------------------------ | -------- | -------------- |
| Міля 20' Вастич 55' Сіонко 65' | Протокол | Бургшталлер 5' |

| Ернст-Гаппель-Штадіон, Відень Глядачів: 28 000 Арбітр: Вольфганг Сова |